# مطار كوتوا
مطار كوتوا (بالإنجليزية: Kotwa Airport) (إيكاو: FVOT) هو مطار عسكري في كوتوا في إقليم ماشونالاند الشرقية في زيمبابوي.

## روابط خارجية
- مطار كوتوا
- خريطة الشارع المفتوحة - Kotwa
- مطاراتنا - Kotwa[وصلة مكسورة]